# 桑塔納螳屬
桑塔納螳（學名：Santanmantis）為螳螂目已滅絕的桑塔納螳科中的唯一屬，相較於現生的螳螂，桑塔納螳在捕捉足上的脛節爪較不發達。